# Eupithecia modicata
Eupithecia modicata là một loài bướm đêm trong họ Geometridae.